# Sara Gallego Sotelo
Sara Gallego Sotelo   (Barcelona, 11 d'octubre de 2000) és una atleta catalana especialitzada en els 400 metres tanques que competeix actualment amb el CD Nike Running. El 25 de febrer de 2022 va aconseguir el rècord d'Espanya de la seva especialitat, amb un temps de 54.34 segons.
El 2017, amb només setze anys, es va proclamar campiona en 400 metres tanques al Campionat d'Espanya d'Atletisme. Poc abans dels Jocs Olímpics de Tòquio es va proclamar subcampiona d'Europa a l'Europeu sub-23 a Tallinn després de batre el rècord estatal. Poques setmanes després, l'atleta participa per primera vegada en uns Jocs Olímpics en la modalitat de relleus mixtes dels 400 metres tanques.
L'any 2022 va participar en el Mundial d'Atletisme que es va celebrar a Eugene, estat d'Oregon, als Estats Units. L'atleta va aconseguir arribar a les semifinals dels 400 m tanques, on va acabar amb l'11a millor marca de les participants (54.49, a 15 centèsimes del seu rècord d'Espanya, tot i que no passa a la gran final). A més, va competir en el relleu 4x400 metres mixt de la selecció espanyola, sense poder passar tampoc a la final.
El gener de 2023 va començar amb una lesió que li va impedir disputar la temporada en pista coberta.
Sara Gallego va ser durant set anys atleta de L’Hospitalet Atletisme, amb el qual va aconseguir quatre medalles d'or al Campionat d'Espanya absolut, d'entre les 28 medalles sumades en totes les categories amb la samarreta del club hospitalenc.

## Trajectòria professional
| Any  | Competició                | Seu                | Posició  | Prova        | Marca   |
| ---- | ------------------------- | ------------------ | -------- | ------------ | ------- |
| 2016 | Campionat d'Europa Sub-18 | Tbilisi, Geòrgia   | 3a       | 400m tanques | 58.73   |
| 2018 | Campionat del Món Sub-20  | Tampere, Finlàndia | 4a       | 400m tanques | 57.11   |
| 2018 | Campionat d'Europa        | Berlín, Alemanya   | 19a (sf) | 400m tanques | 57.25   |
| 2019 | Campionat d'Europa Sub-20 | Boras, Suècia      | 3a       | 400m tanques | 57.44   |
| 2021 | Campionat d'Europa Sub-23 | Tallinn, Estònia   | 2a       | 400m tanques | 55.20   |
| 2021 | Campionat d'Europa Sub-23 | Tallinn, Estònia   | 7a       | 4x400m       | 3:33.54 |
| 2022 | Campionat del Món         | Oregon, EUA        | 11a (sf) | 400m tanques | 54.49   |
| 2022 | Campionat del Món         | Oregon, EUA        | 11a (p)  | 4x400 mixt   | 3:16.14 |
| 2022 | Campionat d'Europa        | Múnic, Alemanya    | 4a       | 400m tanques | 54.97   |
| 2022 | Campionat d'Europa        | Múnic, Alemanya    | 8a       | 4x400m       | 3:29.70 |